# Sejomulyo
Sejomulyo is een bestuurslaag in het regentschap Pati van de provincie Midden-Java, Indonesië. Sejomulyo telt 3778 inwoners (volkstelling 2010).